# Julie Owono
Julie Owono, née en 1986 au Cameroun est une avocate franco-camerounaise. Depuis 2021, elle est directrice exécutive d'Internet Sans Frontières et membre du conseil de surveillance de Facebook,.

## Biographie
Née au Cameroun, Owono a grandi en Russie et en France. Owono est titulaire d'une maîtrise en droit international de l'École de droit de la Sorbonne. Elle a travaillé comme blogueuse pour Global Voices et comme chroniqueuse d'opinion pour Al Jazeera, commentant la politique du golfe de Guinée,.

## Internet sans frontières
Au milieu des années 2010, Owono était active au sein d'Internet sans frontières, une organisation à but non lucratif basée à Paris qui défend la liberté d'expression sur internet, devenant responsable de son bureau Afrique. À ce titre, elle a salué la croissance de l'internet dans les pays africains, mais a mis en garde leurs gouvernements contre la censure de l'internet, déclarant qu'un gouvernement ne peut pas dire qu'il veut entrer pleinement dans l'économie numérique et traiter le produit essentiel de cette économie de la manière dont nous l'avons vu jusqu'à présent.
En 2018 et 2019, Owono a cherché à faire pression sur le gouvernement du Tchad pour qu'il rétablisse l'accès à Internet qui avait été coupé dans certaines parties du pays. Owono a indiqué que la restriction s'est produite "parce que des vidéos d'affrontements violents au sein de la tribu Zaghawa dans le nord du Tchad étaient partagées sur WhatsApp". Owono a cherché à persuader les alliés militaires occidentaux de faire pression sur le gouvernement du Tchad pour rétablir l'accès, mais a été déçu de la réponse. Owono a également supervisé une collecte de fonds visant à acheter un accès VPN premium pour les journalistes et les militants, qui a permis de récolter 2 000 € (2 250 $).
En 2020, Owono a été l'une des 20 personnes du monde entier nommées au Facebook Oversight Board, une organisation créée pour prendre des décisions conséquentes en matière de précédents concernant la modération du contenu sur les plateformes de Facebook et Instagram. À partir de 2021, Owono est le directeur exécutif d'Internet sans Frontières,.